# Гусев, Виктор Степанович
Виктор Степанович Гу́сев (1905—1976) — советский инженер-кораблестроитель.

## Биография
Родился 18 апреля (1 мая) 1905 года в Казани (ныне Татарстан).
Окончил Казанский политехнический институт (1923), Казанский индустриальный техникум повышенного типа, инженер-механик (1930).
Трудовая деятельность:
- с 1919 года — конторщик в техотделе 1 1-го участка службы тяги Московско-Казанской железной дороги.
- с 1923 года — слесарь на заводе «Красный путь».
- 1930—1931 — конструктор завода № 340 (Зеленодольский завод имени М. Горького).
- 1931—1932 — военно-производственная служба на заводе «Баррикады» (Сталинград).
- 1932—1944 — Зеленодольский завод имени М. Горького: инженер-технолог, начальник механического цеха, начальник производства, главный строитель кораблей.
- 1944—1945 — командирован Наркоматом судостроительной промышленности и Наркомвнешторгом в США в качестве инженера-приемщика.
- 1945—1947 — главный инженер завода № 345 МСП (Ярославль).
- 1947—1955 — главный технолог Зеленодольского судостроительного завода.
- 1955—1957 — в командировке в КНР, руководитель группы, осуществляющей помощь в сборке и постройке ВО пр. 1226.
- 1957—1963 — главный инженер 1-го Управления Татсовнархоза.
- с 1963 года — заместитель главного конструктора бюро по машиностроению — начальник СКБМ ЦКБ-340 (Зеленодольское ПКБ).

## Награды и премии
- Сталинская премия 2-й степени (1949) — за коренные усовершенствования постройки кораблей;
- Орден Ленина;
- Орден Трудового Красного Знамени;
- Медаль «За доблестный труд в Великой Отечественной войне 1941—1945 гг.»;
- Медаль «Китайско-советская дружба» (1956).